# Ферден (Аллер)
Фе́рден, также Верден (нем. Verden) — коммуна на реке Аллер в Германии, в земле Нижняя Саксония, входит в одноимённый район.
Население около 26668 человек (на 31 декабря 2013 года). Занимает площадь 6,78 км².

## История
Первое упоминание о поселении Ферден относится к 782 году, во времена правления Карла Великого.
Коммуна была образована 1 июля 1972 года, в её состав вошли город Ферден, а также 7 деревень:
- Айце (нем. Eitze)
- Борстель (нем. Borstel)
- Валле (нем. Walle)
- Дауэльзен (нем. Dauelsen)
- Дёльберген-Хутберген (нем. Döhlbergen-Hutbergen)
- Хёниш (нем. Hönisch)
- Шарнхорст (нем. Scharnhorst)

## Промышленность
В городе расположены предприятие VEMAG по изготовлению мясоперерабатывающего оборудования и отделения предприятия Mars GmbH по изготовлению продуктов для животных.

## Известные уроженцы
В Фердене родился крупный предприниматель Зигмунд Зелигман, первый генеральный директор концерна «Gummiwerke Continental AG» (Континенталь) в Ганновере, крупнейшего производителя шин в Европе.

## Галерея

Ферден на карте района
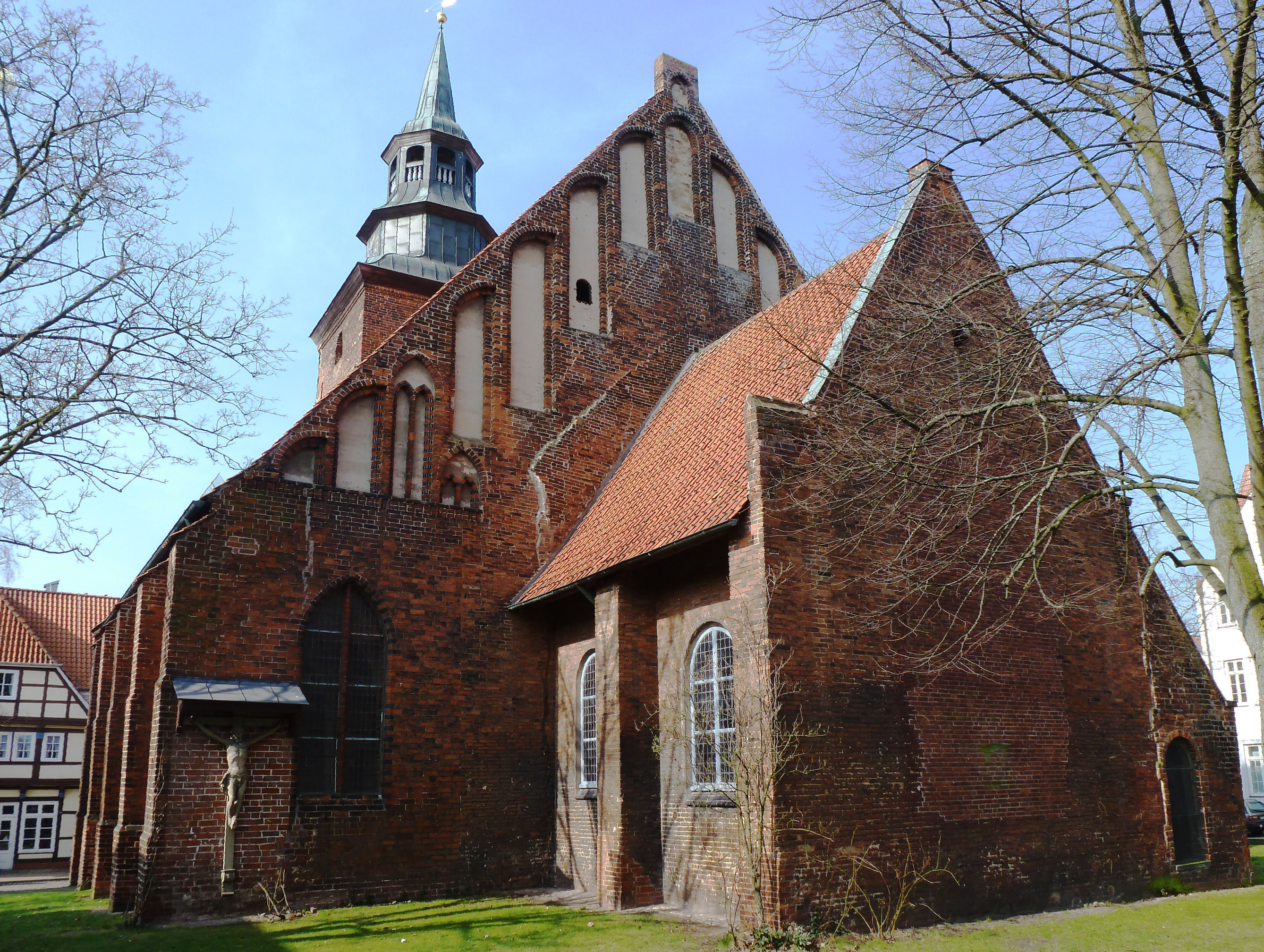
850-летняя церковь
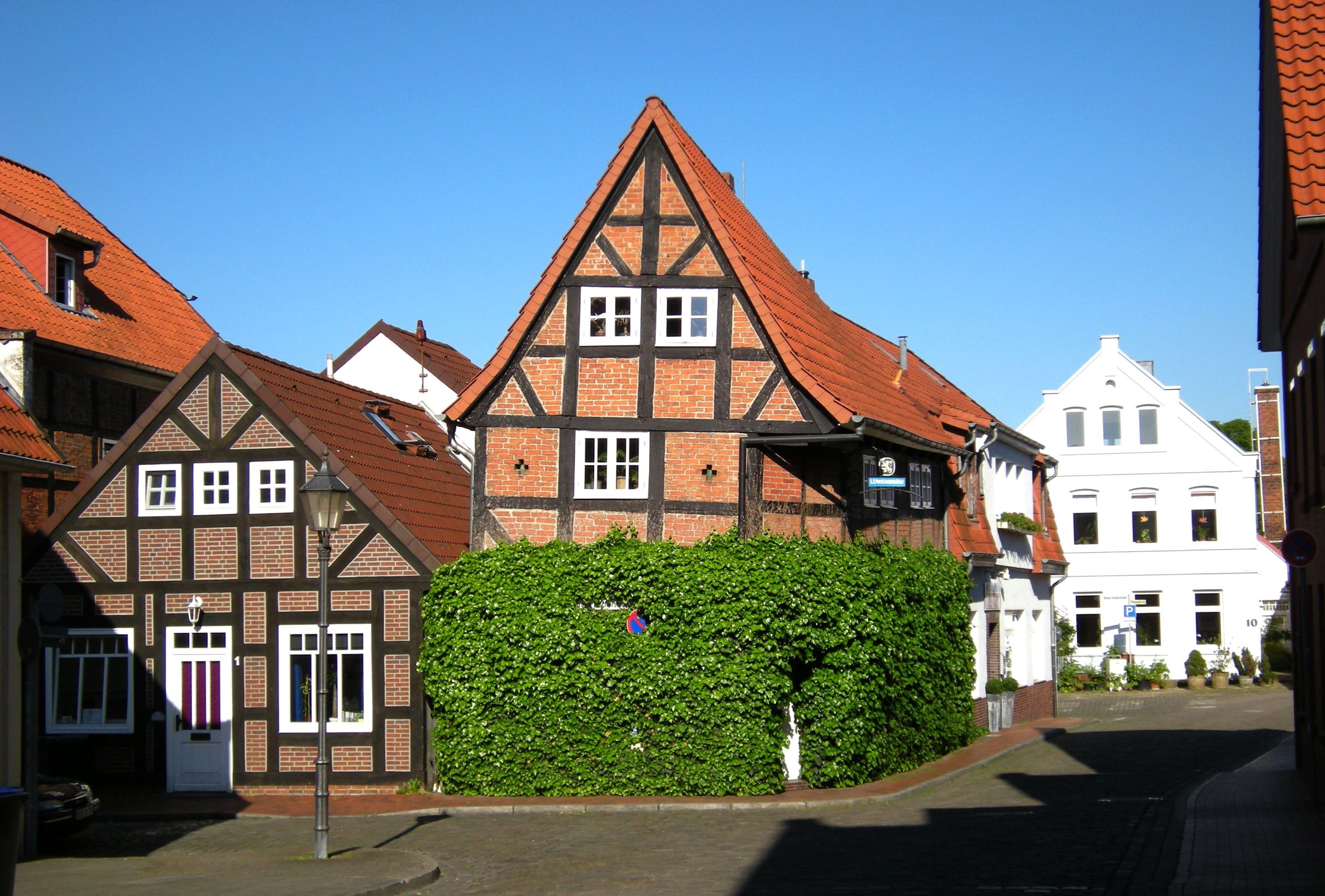
Жилой дом
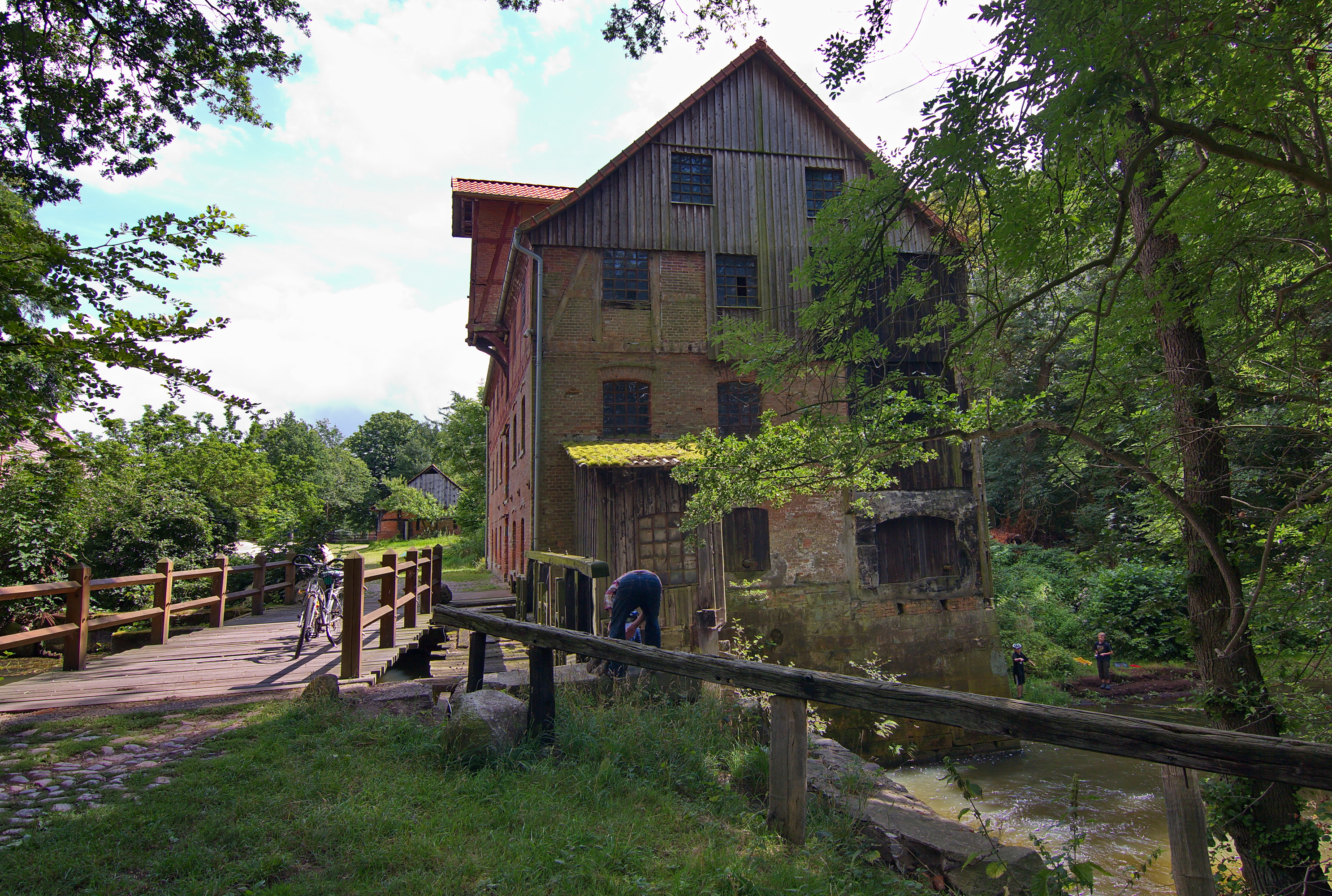
Водяная мельница в Айце 1220 года